# Jelenko
Jelenko je hrvatska televizijska igrana dječja serija Televizije Zagreb u 13 epizoda. Nadahnuta bajkom Bijeli jelen Vladimira Nazora, snimana je 1979. i 1980. godine u Bohinjskim Belima i Zagrebu prema scenariju Maje Gluščević, a u režiji Obrada Gluščevića. Prva je epizoda prikazana 4. siječnja 1981. na Televiziji Zagreb.
Vanjske scene snimane su u Bohinjskim Belima u Sloveniji, a unutarnji prostori u studiju „Spektar” u Zagrebu. Prvo su snimane studijske, a kasnije vanjske scene. Za potrebe snimanja posuđen je jelen iz zagrebačkoga zoološkog vrta.
Tekst scenarija objavljen je 1982. kao knjiga.

## Uloge
- Pero, Milan Luketić
- Ivo, Ramiz Pašić
- Bariša, Zvonko Lepetić
- Mate,  Špiro Guberina
- Lugar Vidoje, Fabijan Šovagović
- Milicajac Mile, Ivo Serdar
- Dane, Zlatko Madunić
- Mara, (Ivina majka) Marija Sekelez
- Djed, Rade Marković
- Mijat, Miloš Kandić
- Baba Kulašuša, Finka Budak
- Slavko, Miroslav Mrđa
- Joco, Željko Kovačević
- Čiro, Zvonko Grdić
- Marica, Izeta Sinanović

## Popis epizoda
1. Tajna šumske kolibe
2. Tko je vidio lovokradicu
3. Osvetnik
4. Šilo za ognjilo
5. Teška odluka
6. Bijeg u slobodu
7. Snjegovi
8. Zameteni puti
9. San zimske noći
10. Na tragu
11. Potjera
12. Predstava u štaglju
13. Rastanak

## Vanjske poveznice
- jelenko.com.hr